# Klaus Floret
Klaus Floret (* 22. September 1941 in Mannheim; † 2. Juli 2002 in Oldenburg) war ein deutscher Mathematiker, der sich mit Funktionalanalysis und topologischen Vektorräumen befasste.

## Leben
Floret studierte nach dem Abitur in Mannheim und Wehrdienst ab 1962 Mathematik an der Universität Heidelberg, wo er am Seminar von Gottfried Köthe teilnahm. Er machte 1967 sein Diplom bei Joseph Wloka, dem er an die Universität Kiel folgte, an der er 1969 bei Wloka  promoviert wurde (Lokalkonvexe Sequenzen mit kompakten Abbildungen). Er war Assistent von Wloka und habilitierte sich 1971. 1976 wurde er außerplanmäßiger Professor in Kiel. 1981 wurde er Professor an der Universität Oldenburg. 1993 bis 1995 war er Dekan der Fakultät für Mathematik und 1995 bis 1997 Mitglied des Senats der Universität. Er starb an einem Hirntumor.
Er war Gastwissenschaftler an der TU Berlin (1975/76), der State University of New York in Buffalo sowie in Lüttich (bei Jean Schmets), Pretoria, Lecce, Sevilla, Valencia, Granada, Brasilien (unter anderem in Rio de Janeiro bei Leopoldo Nachbin und Unicamp in Campinas, Sao Paulo) und Südkorea. Er gründete das Nordwestdeutsche Kolloquium für Funktionalanalysis und Wangerooge-Treffen zur Funktionalanalysis.
1987 wurde er Mitglied der Königlichen Gesellschaft der Wissenschaften in Lüttich und 2000 wurde er korrespondierendes Mitglied der Königlich Spanischen Akademie der Wissenschaften.
Er war seit 1992 mit der Brasilianerin Andréa Neves verheiratet und hatte eine Tochter. Floret war leidenschaftlicher Segler.

## Schriften
- Maß- und Integrationstheorie. Eine Einführung, Teubner 1981
- Weakly compact sets, Lecture Notes in Mathematics 801, Springer Verlag 1980
- mit Joseph Wloka Einführung in die Theorie der lokalkonvexen Räume, Lecture Notes in Mathematics 56, Springer Verlag 1968
- mit A. Defant Tensor norms and Operator Ideals, North Holland 1993